# Hoď svišťom
Hoď svišťom je slovenský sitcom premiérově vysílaný na TV JOJ v letech 2011–2012.

## O seriálu
Vladimír Bojo je velkopodnikatel narozený v Tatrách. Ve svém rodném domě zřídil penzion, o který se nemá kdo starat, proto se se svými dětmi přestěhoval z Bratislavy do penzionu. Penzion dal svému synovi a dceři do správy, což je velmi potěšilo.

## Obsazení
- Tomáš Maštalír jako Oskar Bojo
- Petra Polnišová jako Alexandra Bojová
- Jozef Vajda jako Vladimír Bojo
- Monika Hilmerová jako Mia
- Alexander Bárta jako Ďuro-mama